# Жовтопер
Жовтопер (Xenocypris) — рід коропових риб, поширених у Східній Азії. Наразі розрізняють сім видів цього роду, один, X. yushensis, відомий лише зі скам'янілостей, і один, X. yunnanensis, перебуває під загрозою зникнення або нещодавно вимер.

## Види
- Xenocypris davidi Bleeker, 1871
- Xenocypris fangi T. L. Tchang, 1930
- Xenocypris hupeinensis (P. L. Yih, 1964)
- Xenocypris macrolepis Bleeker, 1871
- Xenocypris medius (Ōshima, 1920)
- Xenocypris yunnanensis Nichols, 1925
- †Xenocypris yushensis Liu & Su, 1962 (пліоцен)